# Петрівська волость (Катеринославський повіт)
Петрівська волость — історична адміністративно-територіальна одиниця Катеринославського повіту Катеринославської губернії.
Станом на 1886 рік складалася з 11 поселень, 11 сільських громад. Населення — 1730 осіб (849 чоловічої статі та 881 — жіночої), 581 дворове господарство.
|                     | Площа, десятин | У тому числі орної, дес. |
| ------------------- | -------------- | ------------------------ |
| Сільських громад    | 1594           | 1199                     |
| Приватної власності | 18382          | 6939                     |
| Іншої власності     | 120            | 60                       |
| Загалом             | 20096          | 8198                     |

Найбільше поселення волості:
- Петрівське (Папчинське) — село при річці Мокра Сура в 33 верстах від повітового міста, 178 осіб, 37 дворів.
- Привільне (Захарино) — село при річці Мокра Сура, 617 осіб, 125 дворів, церква православна, 2 лавки, постоялий двір.